# قرمز تپه
قرمز تپه مربوط به کالکولتیک (مس‌سنگی) - دوره اسلامی قرن ۶ تا ۸ ه.ق است و در شهرستان تکاب، بخش تخت سلیمان، دهستان چمن، روستای برنجه واقع شده است. این اثر در تاریخ ۳۰ دی ۱۳۸۵ با شمارهٔ ثبت ۱۶۷۷۲ به عنوان یکی از آثار ملی ایران به ثبت رسیده است.